# 親称
親称（しんしょう）は、二人称代名詞を相手との距離感や上下関係で使い分ける言語において、主に親しい相手や目下・同格の相手に対して使う二人称代名詞を言う。西欧の言語では、主に親しい人や同年代の人、子供、キリスト教における神などに対して用いられる。一方で、日本語では敬語の起源において、敬うべき遠い存在である神に対して、逆に敬語を用いてきた。
日本語では、身内のソトの人に対しては、見下す表現となり二人称代名詞自体の使用を避ける傾向がある。「あんた」や「お前」、「君」などがこれにあたる。他言語を日本語に訳すとき、便宜上親称を「君」（または「おまえ」）、敬称を「あなた」と訳すのが一般的だが、会話文の中の女性の発話に関しては親称も「あなた」と訳すことが多い。
家族や親族には年長・年少にかかわらず親称を用いる言語もある。また、多くの場合蔑称としても兼用される。敬称と対照される。
他の言語でも親称と敬称を区別することがあり、ヨーロッパ系言語やセム系言語では、親称と敬称が一つずつあるという言語が多い。
ポーランド語のように相手の性別によって異なる親称・敬称を使う言語もある。動詞の人称による活用変化がある場合、ドイツ語の du 、イタリア語の tu のように、親称のみが二人称単数の活用をし、敬称は三人称単数や二人称複数の活用を取ることがある。その使い分け方は言語によって、また同じ言語でも国や地域によって異なる。たとえばスペインでは通行人に道を尋ね答えるといった場面でも親称の tú が使われることも多いが、ドイツ語圏で同じように親称の du を使うとたいていの場合失礼になる。
エスペラントには ci という親称が設けられているが、今日では使用自体が極めて稀である。
西洋の言語において神に対して親称を用いるのが普通だが、言語によっては敬称も用いることがある。たとえばスペイン語では親称の tú または古い敬称である vos を用いる。また、 vos は現在中南米の一部で親称として用いる。